# Noriko's Dinner Table
Pour plus de détails, voir Fiche technique et Distribution.
Noriko's Dinner Table (紀子の食卓, Noriko no shokutaku) est un film écrit et réalisé par Sion Sono, sorti en 2006 au Japon. Il revient sur les événements de Suicide Club (2002), du même réalisateur, et cherche à répondre à la majorité des questions que ce film soulevait.
Le film est représentatif de l'œuvre de Sion Sono, par les thèmes qu'il choisit de traiter : l'éclatement de la cellule familiale, le suicide chez les jeunes, le conflit des générations, ou encore la destruction engendrée par le manque de communication.

## Synopsis
Noriko Shimabara est une fille de 17 ans. Elle mène une vie tranquille à Toyokawa avec sa sœur Yuka, sa mère Taeko et son père Tetsuzo. Ce dernier, persuadé que cette vie paisible est idéale, ne voit pas que Noriko en a assez de cette vie trop tranquille. Dans un premier temps, celle-ci trouve refuge sur Internet, où elle fait la connaissance de Ueno Station 54, une Tokyoïte qui devient rapidement son amie. Cependant, elle prend conscience qu'elle n'a encore rien vécu après une rencontre fortuite avec une ancienne camarade qu'elle avait perdue de vue, surnommée Tangerine, et qui a déjà un travail. Elle décide alors de fuguer à Tokyo, pour retrouver son amie Ueno Station 54…

## Fiche technique
- Titre : Noriko's Dinner Table
- Titre original : 紀子の食卓 (Noriko no shokutaku?)
- Réalisation : Sion Sono
- Scénario : Sion Sono
- Production : Yutaka Morohashi (producteur exécutif) et Takeshi Suzuki (producteur)
- Musique : Tomoki Hasegawa
- Photographie : Sōhei Tanikawa (ja)
- Montage : Jun'ichi Itō (ja)
- Pays d'origine :  Japon
- Langue originale : japonais
- Format : couleur - 1,85:1 - Dolby Digital - 35 mm
- Genre : drame, J-Horror
- Durée : 159 minutes
- Dates de sortie : 
  - Tchéquie : 4 juillet 2005 (festival international du film Karlovy Vary)
  - Japon : 23 septembre 2006[1]

## Distribution
- Kazue Fukiishi : Noriko Shimabara/Mitsuko
- Ken Mitsuishi : Tetsuzo Shimabara
- Yuriko Yoshitaka : Yuka Shimabara/Yôko
- Tsugumi (ja) : Kumiko/Ueno Station 54
- Sanae Miyata : Taeko Shimabara
- Shirō Namiki : Ikeda
- Yōko Mitsuya : Tangerine
- Tamae Andō : Broken Dam
- Chihiro Abe : Long Neck
- Hanako Onuki : Midnight
- Naoko Watanabe : Cripple

## Genèse
L'idée de créer un film qui compléterait Suicide Club et apporterait les réponses qu'il soulève, est présente dans l'esprit du réalisateur dès la sortie du film en 2002. En effet, quelques mois après la sortie de Suicide Club, Sion Sono publie Suicide Circle : The Complete Edition. Noriko's Dinner Table reprend très largement la trame narrative de ce livre aussi bien que son scénario. Il forme alors le deuxième volet de ce qui devait être une trilogie. Cependant, le projet est avorté, faute de temps et de moyens financiers. Dans une interview pour Offscreen, Sion Sono déclare à ce propos : « J'ai toujours voulu faire une trilogie, mais en réalité, c'est très difficile ».

## Structure
Le film, dans sa structure narrative, suit assez fidèlement le livre dont il est issu. Il en emprunte la division en chapitres. Les quatre premiers chapitres sont ainsi les mêmes que ceux du livre et sont nommés d'après le nom des quatre personnages principaux, « Noriko », « Yuka », « Kumiko » et « Tetsuzo », chronologiquement. Le dernier chapitre, qui n'apparaît pas dans le livre, a pour nom « Le couteau dans sa poche ».
En rassemblant les personnages principaux pour la première fois depuis le début du film, il en provoque le dénouement. Chaque personnage commente les scènes et donne sa version de l'histoire. Quelques scènes se recoupent ainsi, mais éclairées à chaque fois d'un point de vue différent. La structure du film est non-linéaire, avec des retours en arrière fréquents, et des aller-retours spatiaux comme temporels.
Outre sa division en chapitres, son usage intensif de la voix off donne l'impression que le film emprunte au genre du roman.

## Thèmes
le film aborde de nombreux thèmes chers à Sion Sono, dont le thème central, la destruction de la cellule familiale, qui fait vivre le film du début à la fin. Le principal coupable de cette destruction, qui précipite les événements du film, est encore une fois le père, comme dans Himizu ou Strange Circus. Dans Noriko's Dinner Table, Sion Sono évite de dresser un portrait à charge contre le père. Son comportement paraît être normal et ne semble pas justifier au premier abord la fugue de Noriko. Sion Sono explique avoir agi par souci du réalisme dans une interview pour 3:AM Magazine : 

« La famille est comme une décoration […], donc les enfants détestent cette décoration, cette image paisible […]. J'ai pris soin de faire que le père ait l'air d'un bon gars, et le public va l'aimer. De l'extérieur, c'est une famille paisible, mais à l'intérieur, ce n'est pas paisible. C'est comme la réalité : des pères ivrognes, des mères adultères, des sœurs droguées, tout cela, c'est de la fantaisie. Les vraies familles brisées sont normales et bougent pas à pas ; c'est ainsi qu'elles vivent. »

## Distinctions
Le film a reçu plusieurs récompenses et nominations :
- Festival international du film de Karlovy Vary 2005
  - Prix Don Quichotte – Sion Sono
  - Mention spéciale – Sion Sono
  - Globe de cristal – Sion Sono : nommé
- Festival international du film fantastique de Puchon 2006 :
  - Meilleure actrice – Kazue Fukiishi
  - Choix des citoyens (long métrage) – Noriko's Dinner Table
  - Meilleur de Puchon – Noriko's Dinner Table : nommé
- Festival du film de Yokohama 2007 : meilleur nouveau talent – Yuriko Yoshitaka